# Tiʻitiʻi Atalaga
Tiʻitiʻi Atalaga ist eine mythologische Figur in Samoa, die in Legenden eine vergleichbare Rolle spielt, wie der Halbgott Māui in anderen pazifischen Kulturen.

## Name
In polynesischer Aussprache sind 't' und 'k' linguistisch verbunden und in der Aussprache tritt der Laut 'k' gewöhnlich an die Stelle des Lautes 't'. Außerdem kann der Apostroph (ʻOkina) beide Laute ersetzen. Dementsprechend ist das samoanische Tiʻitiʻi vergleichbar mit dem Tiki-tiki der Gilbertinseln (Tungaru), oder mit dem hawaiianischen Maui-kiʻi-kiʻi.

## Legenden
Eine der Legenden ist fast identisch mit dem Feuer-Mythos aus Neuseeland, in dem Māui Tikitiki-a-Taranga den Menschen Feuer bringt, nachdem er einen Kampf gegen den Erdbeben-Gott Mafuiʻe gewonnen hat. Im Lauf des Kampfes bricht Tiʻitiʻi Mafuiʻe einen Arm ab und zwingt ihn dazu ihn zu lehren, wie Feuer von den Göttern in bestimmten Bäumen eingeschlossen wurde, als die Welt geschaffen wurde. Die Menschen von Samoa waren Tiʻitiʻi sehr dankbar, weil er Mafuiʻes Arm abgebrochen hatte, da sie glaubten, dass er in der Folge keine so großen Erdbeben mehr verursachen konnte.